# Savigna
Savigna war eine französische Gemeinde mit zuletzt 123 Einwohnern (Stand 1. Januar 2013) im Département Jura in der Region Bourgogne-Franche-Comté. Sie gehörte zum Arrondissement Lons-le-Saunier und zum Kanton Moirans-en-Montagne. Am 1. Januar 2017 wurde die Gemeinde Savigna mit Fétigny, Légna und Chatonnay zur neuen Gemeinde Valzin en Petite Montagne zusammengeschlossen.

## Geografie
Zur Gemeinde Savigna am Fluss Valouse gehörten die Dörfer Ugna, Givria und Savigna. Sie grenzte im Norden an Chambéria, im Osten an Fétigny und Légna, im Süden an Arinthod sowie im Westen an Chatonnay und Marigna-sur-Valouse.
Im nordöstlichen Bereich der ehemaligen Gemeindegemarkung sind rund 100 Hektar bewaldet.

## Bevölkerungsentwicklung
| 1962 | 1968 | 1975 | 1982 | 1990 | 1999 | 2008 | 2017 |
| ---- | ---- | ---- | ---- | ---- | ---- | ---- | ---- |
| 137  | 137  | 124  | 112  | 118  | 118  | 106  | 123  |

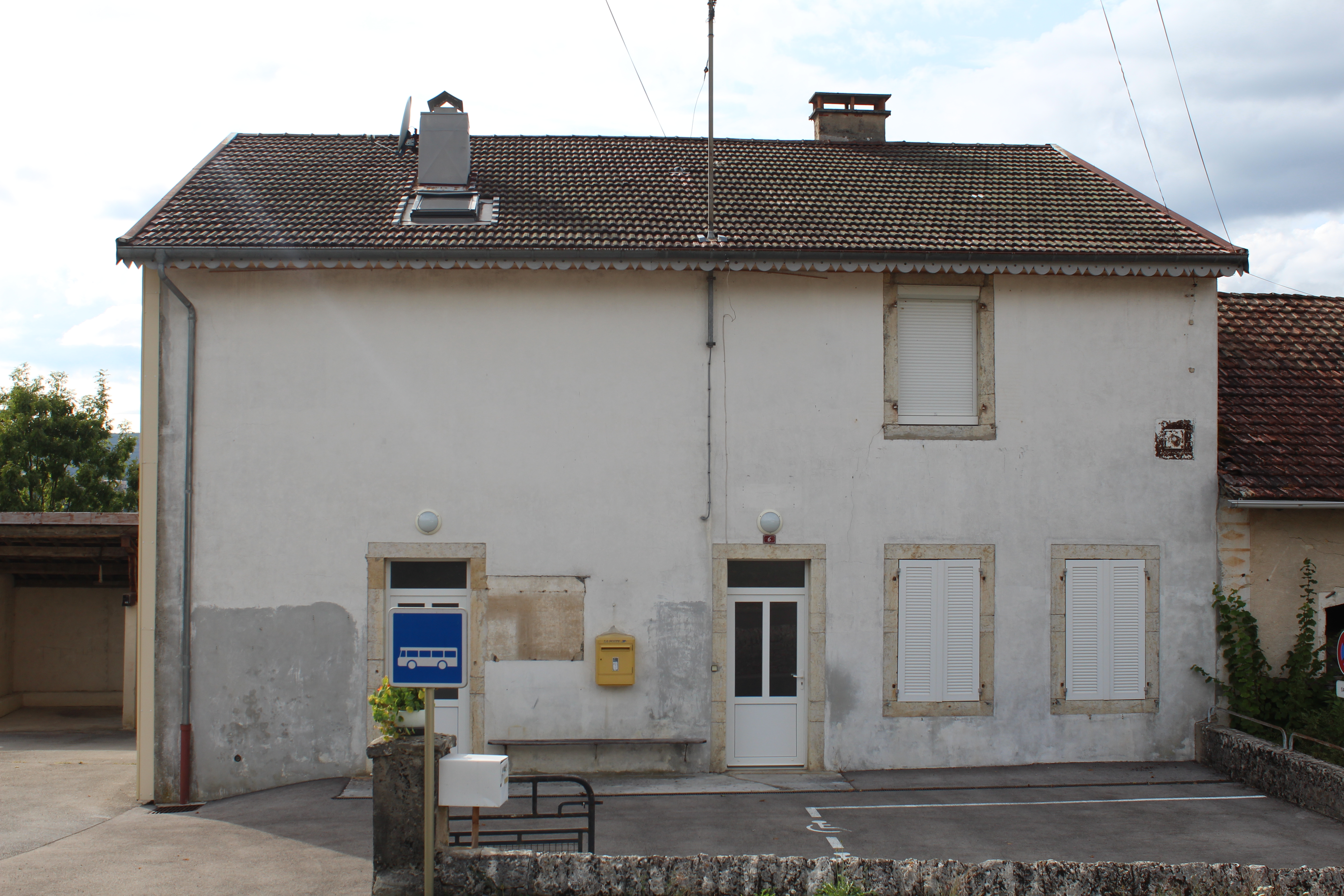
Ehemalige Mairie
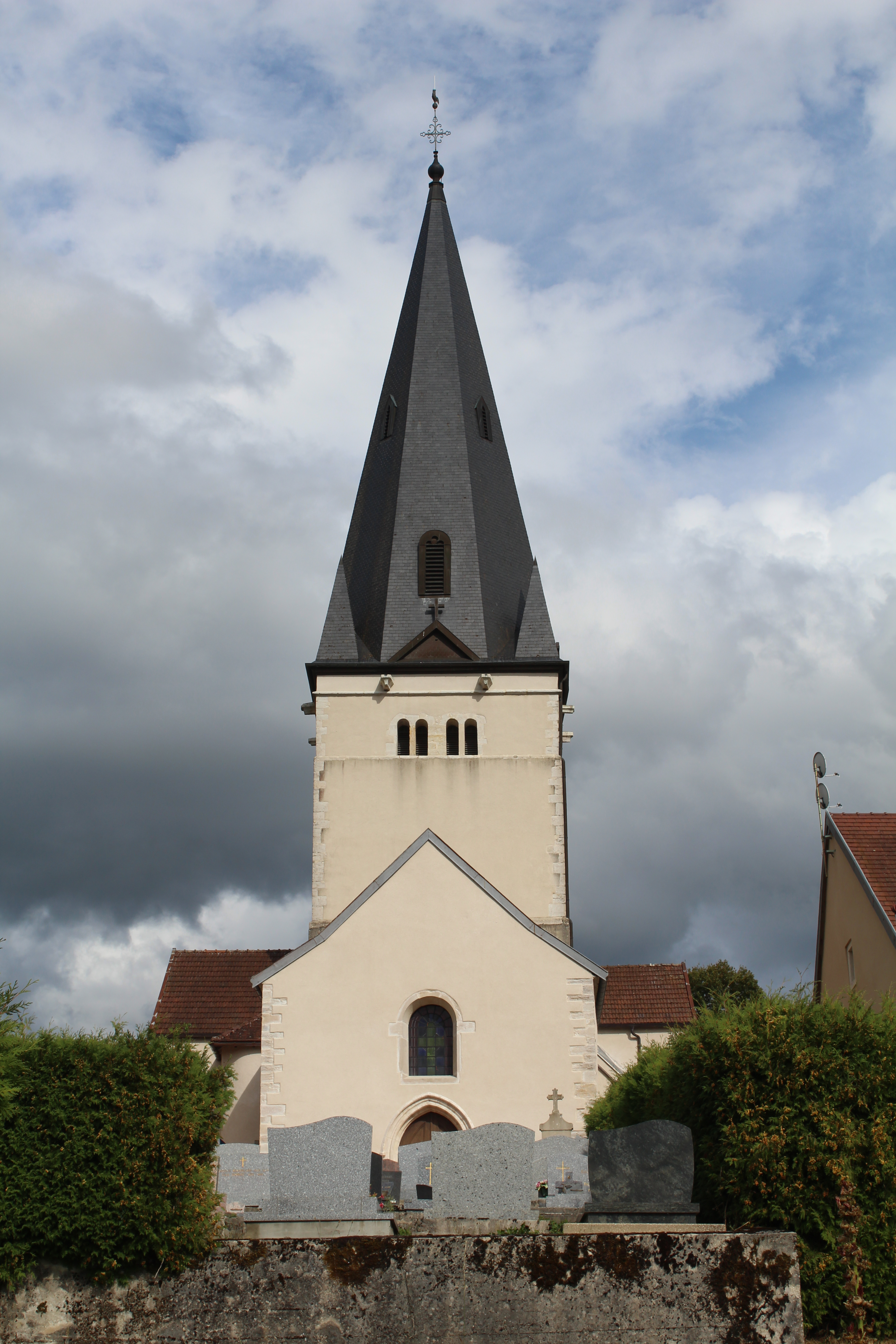
Kirche Saint-Didier
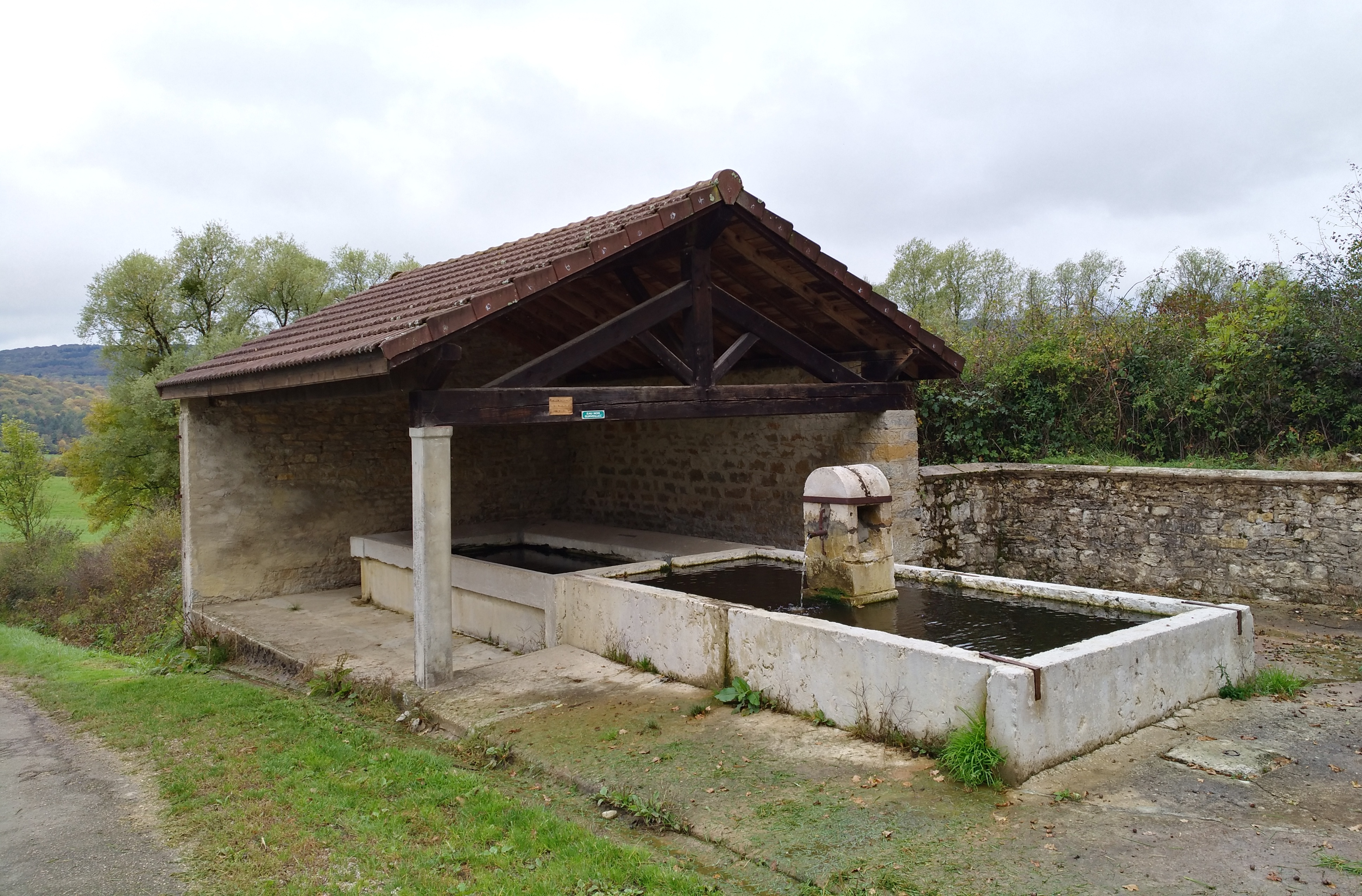
Lavoir im Ortsteil Ugna